# Sofie z Novgorodu
Sofie z Novgorodu nebo také z Minsku (okolo r. 1140? – 5. květen 1198) byla dánská královna jako manželka Valdemara I. a díky druhému manželství (s Ludvíkem III. Durynským) durynská lantkraběnka.

## Život
Sofie byla potomkem z druhého manželství své matky Richenzy Polské, vdovy po švédském králi Magnusi Nilssonovi. Byla nevlastní sestrou Knuta V. Dánského, syna Magnuse a Richenzy, se kterým později Valdemar I. bojoval o nadvládu nad Dánskem.
Jejím otcem byl „Valador“, král země Poloni. Spekuluje se o tom, že se jednalo o Volodara z Minsku nebo Vladimíra Haličského. Pravdpědobně to ale byl Volodar (bělorusky Valadar) z Minsku, který pod svou vládou sjednotil oblast měst Minsk, Polock a Grodno.
Sofiina matka se provdala potřetí, za švédského krále Sverkera I., a Sofie vyrůstala u švédského dvora. S Valdemarem Dánským byla zasnoubena v roce 1154, čímž se vytvořila jakási aliance mezi Švédskem a Dánskem. Sofie odjela do Dánska, ale protože ještě nebyla považována za dost starou pro sňatek, byla dána do péče ženy jménem Bodil. O tři roky později, v roce 1157, se za Valdemara ve Viborgu provdala.
Sofie je popisována jako krásná, dominantní a možná i krutá. Podle legendy nechala zavraždit Valdemarovu milenku Tove a zranila jeho sestru Kirsten, to však v žádných záznamech nebylo potvrzeno. V roce 1182 ovdověla.
Okolo roku 1184 se provdala podruhé, za Ludvíka III. Durynského. K hranicím byla doprovázena svým synem a silným doprovodem. V roce 1190 ji manžel zapudil a Sofie se tak vrátila do Dánska. Zemřela o osm let později a pochována je v klášteře Ringsted.

## Potomstvo
S Valdemarem I. měla Sofie osm dětí:
- Sofie (1159–1208)
- Knut VI. Dánský (1163–1202)
- Marie, jeptiška v Roskilde (nar. asi 1165)
- Markéta, jeptiška v Roskilde (nar. asi 1167)
- Valdemar II. Vítězný (1170–1241)
- Ingeborg (1176–1236), manžel francouzský král Filip II. August
- Helena (asi 1177–1233)
- Rixa Dánská († 1220), manžel Erik X. Švédský